# Lycaeides shirahatai
Lycaeides shirahatai är en fjärilsart som beskrevs av Shirôzu 1953. Lycaeides shirahatai ingår i släktet Lycaeides och familjen juvelvingar. Inga underarter finns listade i Catalogue of Life.